# Barbara Stambolis
Barbara Stambolis (* 10. November 1952 in Kiel) ist eine deutsche Historikerin und Hochschullehrerin.

## Leben
Stambolis studierte ab 1971 Geschichte und Germanistik an der Christian-Albrechts-Universität Kiel und der Ruhr-Universität Bochum. Bei Hans Mommsen promovierte sie 1982 zur Dr. phil. Seit 1999 habilitierte Privatdozentin, wurde sie 2006 von der Universität Paderborn zur außerplanmäßigen Professorin für Neuere und Neueste Geschichte ernannt.
Ihre Veröffentlichungen befassen sich mit kultur-, mentalitäten- und sozialgeschichtlichen Forschungsfeldern (Jugend- und Generationengeschichte, Kindheit im Zweiten Weltkrieg, Konfessionsgeschichte, religiöse Festkultur, Geschlechtergeschichte).

## Schriften (Auswahl)
- Libori, das Kirchen- und Volksfest in Paderborn. Eine Studie zu Entwicklung und Wandel historischer Festkultur. Waxmann, Münster/New York 1996, ISBN 3-89325-433-1.
- Luise Hensel (1798–1876). Frauenleben in historischen Umbruchszeiten. SH-Verlag, Köln 1999, ISBN 978-3-89498-054-2.
- Religiöse Festkultur. Tradition und Neuformierung katholischer Frömmigkeit im 19. und 20. Jahrhundert. Das Liborifest in Paderborn und das Kilianifest in Würzburg im Vergleich. Schöningh, Paderborn 2000, ISBN 3-506-79611-9.
- Mythos Jugend – Leitbild und Krisensymptom. Ein Aspekt der politischen Kultur im 20. Jahrhundert, Schwalbach/Ts.: Wochenschau-Verl. 2003, ISBN 3-87920-191-9.
- mit Volker Jakob (Hrsg.): Kriegskinder. Zwischen Hitlerjugend und Nachkriegsalltag. Münster: Agenda-Verl. 2006, ISBN 978-3-89688-290-5.
- mit Jürgen Reulecke (Hrsg.): Good-Bye Memories? Lieder im Generationengedächtnis des 20. Jahrhunderts. Essen: Klartext, 2007
- Leben mit und in der Geschichte. Deutsche Historiker Jahrgang 1943. Essen: Klartext 2010, ISBN 978-3-89861-935-6.
- Töchter ohne Väter. Frauen der Kriegsgeneration und ihre lebenslange Sehnsucht. Stuttgart: Klett-Cotta 2012, ISBN 978-3-608-94724-3.
- (Hrsg.): Jugendbewegt geprägt. Essays zu autobiographischen Texten von Werner Heisenberg, Robert Jungk und vielen anderen. Göttingen: V&R Unipress 2013, ISBN 978-3-8471-0004-1.
- Aufgewachsen in „eiserner Zeit“. Kriegskinder zwischen Erstem Weltkrieg und Weltwirtschaftskrise. Gießen: Psychosozial-Verlag 2014, ISBN 978-3-8379-2358-2.
- mit Jürgen Reulecke (Hrsg.): 100 Jahre Hoher Meißner (1913–2013). Quellen zur Geschichte der Jugendbewegung. Göttingen: V&R Unipress 2015, ISBN 978-3-8471-0333-2.
- mit Markus Köster (Hrsg.): Jugend im Fokus von Film und Fotografie. Zur visuellen Geschichte von Jugendkulturen im 20. Jahrhundert. Göttingen: V&R Unipress 2016, ISBN 978-3-8470-0590-2.
- (Hrsg.): Flucht und Rückkehr. Deutsch-jüdische Lebenswege nach 1933. Gießen: Psychosozial-Verlag 2020, ISBN 978-3-8379-2977-5.
- mit Ulrich Lamparter (Hrsg.): Folgen sequenzieller Traumatisierung. Zeitgeschichtliche und psychotherapeutische Reflexionen zum Werk von Hans Keilson. Gießen: Psychosozial 2021, ISBN 978-3-8379-3034-4.